# Explos-Nature
 (janvier 2021).
Explos-Nature est une corporation à but non lucratif qui a pour but d'initier les jeunes au milieu marin de l'estuaire du Saint-Laurent avec les milieux naturels associés.
L'organisation a été fondée en 1955 par Léo Brassard sous le nom de Jeunes Explos.  Ce n'est qu'en 1999 qu'elle prend le nom actuel d'Explos-Nature.  